# Mijn drie mannen
Mijn drie mannen is een hoorspel naar een toneelstuk van Lawrence du Garde Peach. Het werd vertaald door Bodo Igesz en de VARA zond het uit op woensdag 7 november 1956. De regisseur was S. de Vries jr. Het hoorspel duurde 67 minuten.

## Rolbezetting
- Enny Mols-de Leeuwe (Leonora Dorn, de schrijfster)
- Eva Janssen (Mary Maitland, haar secretaresse)
- Miep van den Berg (het dienstmeisje Elisabeth)
- Bert Dijkstra (Sir John Baslow, haar tweede man)
- Luc Lutz (Noel Lytton)
- Jan van Ees (James Fothergill, haar eerste en vierde man)

## Inhoud
De schrijfster Leonora Dorn dicteert aan haar secretaresse het slot van haar nieuwste boek. Nu verwacht ze in het weekend de mannen met wie ze ooit getrouwd was. Eerst arriveert John Baslow en in de loop van zijn gesprek met de secretaresse vernemen we een en ander over zijn vroegere huwelijk. Daarna komt Noel Layton, ook al ex-echtgenoot, en tussen beide heren ontstaat een nogal kribbige discussie. Uiteindelijk meldt zich ook nog James Fothergill, de enige die een vrouw heeft. Leonora wilde hen alle drie nog eens bij elkaar hebben om te kunnen uitmaken wie haar het meest aanstond, want ze wil hertrouwen. Ze vragen zich af wat ze in haar schild voert…